# Piedmont (vlak)

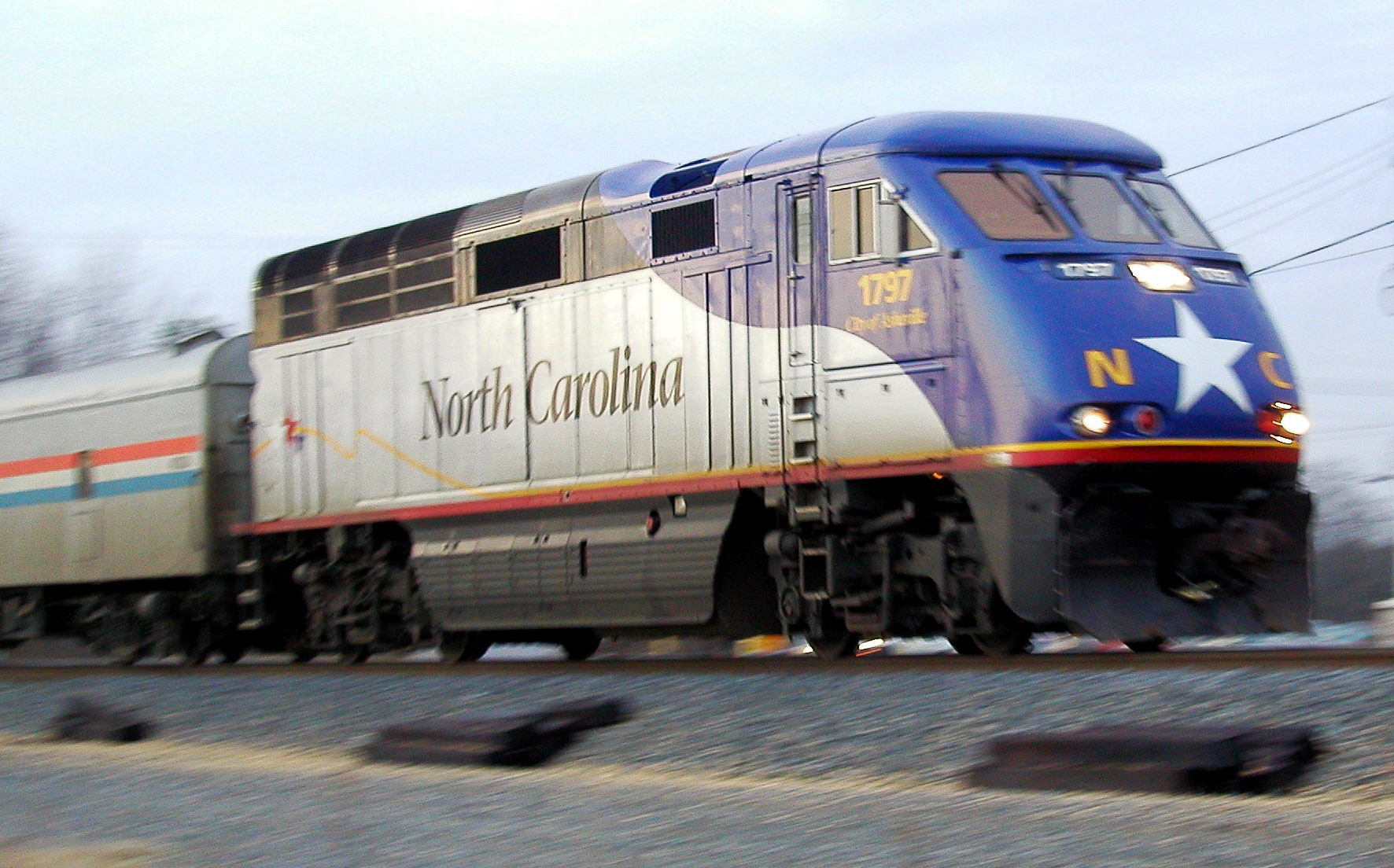
Lokomotiva EMD F59PHI #1797 "City of Asheville" vedoucí vlak Piedmont

Piedmont je vlakový spoj, který provozuje Amtrak dvakrát denně mezi Raleighem a Charlotte v Severní Karolíně na části trati North Carolina Railroad (NCRR). Trať o délce 278 km přejde vlak přibližně za tři hodiny. V provozu je od roku 1995 a je spolufinancována vládou Severní Karolíny.

## Historie
Předchůdcem Piedmontu byl vlak Carolinian, který byl v provozu do začátku devadesátých let. Provoz vlaku byl ale předmětem častých zpoždění, proto společnost Norfolk Southern, která měla železniční trať v pronájmu, trvala na investicích od vlády Severní Karolíny, s cílem provozu dvou spojení denně. První vlak s jménem Piedmont zahájil provoz v roce 1995 a v roce 2010 přibylo další denní spojení. V březnu 2011 byla zveřejněna dohoda o investicích na trati, které budou znamenat zkrácení cestovního času o přibližně třináct minut.
Carolinian je dnes provozován na trase New York – Raleigh – Charlotte.